# Kasteel van Porcheresse

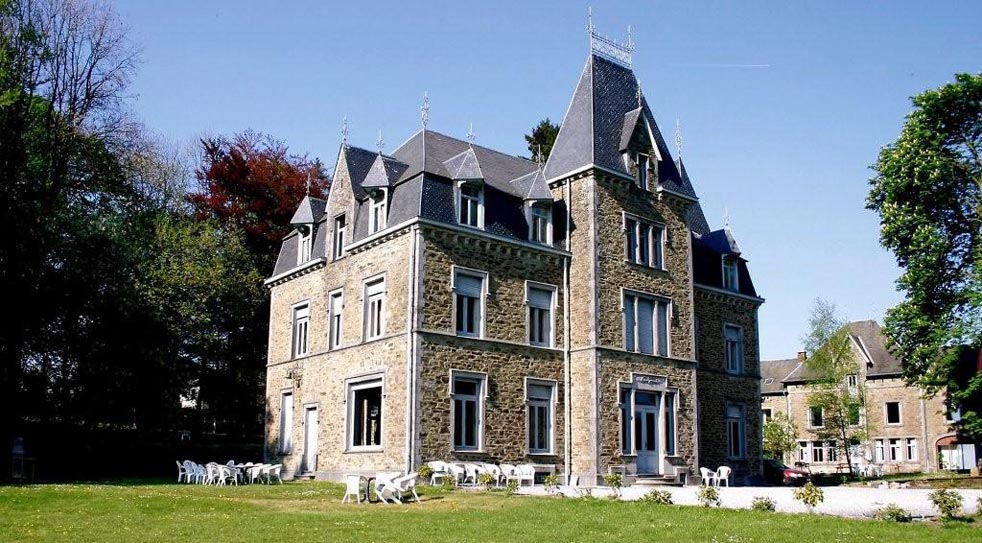
kasteel van Porcheresse

Het kasteel van Porcheresse is een kasteel in het dorp Porcheresse in de Belgische provincie Luxemburg.
De eerste sporen van het kasteel dateren uit de vroege 17e eeuw. In de Eerste Wereldoorlog werden het kasteel en de bijgebouwen in brand gestoken door het Duitse leger. Baron Henry Moortgat herbouwde in 1920 het neoklassieke kasteel.